# Acampamento Farroupilha

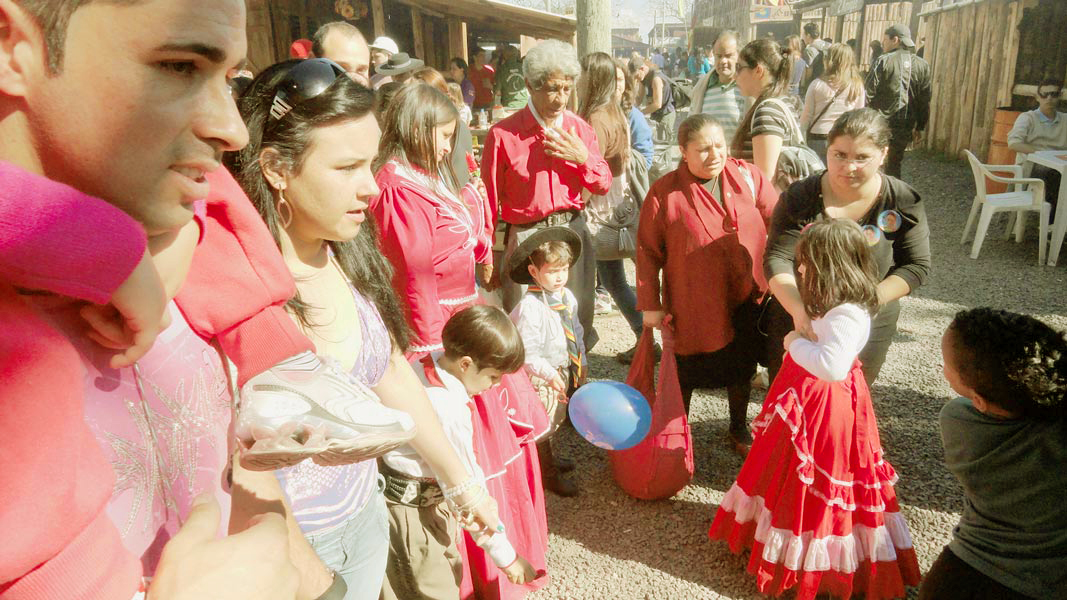
Movimentação popular no Acampamento Farroupilha de 2014 em Porto Alegre.

O Acampamento Farroupilha é o maior evento alusivo à cultura tradicionalista gaúcha, para comemorar a Revolução Farroupilha. É realizado no Parque Maurício Sirotsky Sobrinho, conhecido popularmente como Parque da Harmonia, em Porto Alegre, capital do Rio Grande do Sul, durante o mês de setembro, entre os dias 7 e 20, ou até o domingo imediatamente posterior, quando o dia 20 cair em uma sexta-feira ou sábado. É composto por quase 400 piquetes, montados e organizados por grupos tradicionalistas, empresas e agremiações diversas de Porto Alegre, onde se cultivam os hábitos da tradição gaúcha.

## História
O evento hoje conhecido como Acampamento Farroupilha nasceu com a criação do Parque da Harmonia em 1981. Entre 1981 e 1983 não havia exatamente um acampamento, e sim grupos de amigos ou piquetes que ficavam na área da fazendinha. Nesta época, considerado "pioneiro", o Piquete Chimango, da família Carrão, fundado em 1979. Eles cavalgavam até o parque, um ou dois dias antes do desfile de 20 de setembro, fazendo do parque uma pousada ou ponto de concentração. Os mais antigos frequentadores do parque da Harmonia faziam suas gauchadas bebendo e tocando gaita ponto e violão, principalmente nos finais de semana. Em 1984 a Fazendinha do Harmonia passou a ser administrada pela antiga Epatur (empresa pública municipal, responsável pelo turismo da Capital). O galpão que existia na época foi alugado para a churrascaria Galpão Crioulo (que incendiou em outubro de 1986, sendo reconstruído com as mesmas características).
O Parque da Harmonia em março de 1987 recebeu o nome de Parque Maurício Sirotsky Sobrinho. Neste ano foi formalmente realizado o 1º Acampamento Farroupilha, reunindo diversos centros de tradições gaúchas (CTG’s) e entidades congêneres um tanto menores ou de abrangência mais localizada, chamadas Piquetes, que fazem parte do evento até hoje. O pioneiro em montagem de galpão são os piquetes Velho Camboim e Marasquim e nessa mesma época os acampamentos incorporam CTG's, DTG's, piquetes e entidades diretamente ligadas à cultura nativista gaúcha. Em 1990 passou a ser cobrado espaço para o comércio, quando a entidade 1ª Região Tradicionalista assumiu a coordenação.
Em 1997, esse posto foi assumido pelo Movimento Tradicionalista Gaúcho (MTG).